# ويلدن (بيدفوردشير)
ويلدن (بالإنجليزية: Wilden, Bedfordshire)‏ هي قرية وأبرشية مدنية تقع في المملكة المتحدة في Borough of Bedford.